# Domenico Gaudio
Domenico Gaudio (Mendicino, 5 luglio 1916 – Roma, 5 ottobre 2000) è stato un politico italiano.

## Biografia
Eletto al Senato nel 1972 nella Circoscrizione Calabria per la DC, fu per quarant'anni professore di Lettere al Liceo classico Bernardino Telesio di Cosenza. Fu inoltre avvocato per un decennio.
Suo figlio Eugenio è stato rettore dell'Università degli Studi di Roma "La Sapienza".